# هنري أكرمان
هنري أكرمان (بالإنجليزية: Henri Ackermann)‏ ولد بتاريخ 25 يوليو 1922 في لوكسمبورغ، وتوفي في 23 يناير 2014 في لوكسمبورغ، كان دراج.

## روابط خارجية
- هنري أكرمان على موقع أرشيف الدراجات (الإنجليزية)
- هنري أكرمان على موقع إحصائيات الدراجات الإحترافية (الإنجليزية)